# TruTV
truTV (dawniej Court TV) – amerykański kanał telewizyjny, pierwotnie wyspecjalizowany w transmisjach procesów sądowych oraz programach dotyczących szeroko rozumianej kryminalistyki. W październiku 2014 roku włodarze kanału zmienili profil truTV na bardziej konwencjonalny program reality z mocnym naciskiem na komedię. Właścicielem stacji jest Turner Broadcasting System, oddział grupy medialnej Warner Bros. Discovery.

## Historia
Kanał został uruchomiony 2 lipca 1991 roku pod nazwą Court TV. Szefem telewizji był Fred Graham. 1 stycznia 2008 roku kanał rozpoczął emisję programu pod nową nazwą truTV, a w marcu 2011 roku uruchomiono wersję HD z taką samą ramówką.

## truTV w Europie
Przez długi czas kanał truTV nie mógł być odbierany w Europie, jednak wiele tutejszych stacji kupowało wyprodukowane dla kanału programy. W Polsce można było oglądać amerykańskie produkcje na kanale Zone Club. Na Starym Kontynencie kanał truTV mogą oglądać widzowie w Wielkiej Brytanii, gdzie został on oficjalnie uruchomiony 4 sierpnia 2014 roku.